# کالیشته
کالیشته (به صربی: Kalište) یک منطقهٔ مسکونی در صربستان است که در مالو تسرنیچه واقع شده‌است. کالیشته ۴۷۸ نفر جمعیت دارد.